# تریپانوزومیاز
تریپانوزومیاز (Trypanosomiasis) یا بیماری مَتّه‌تَنان نام چند گونه بیماری رایج در مهره‌داران است.
این بیماری‌ها توسط گروهی از موجودات ریز انگلی از سرده پروتوزوآ به نام تریپانوزوما به وجود می‌شود.
پروتوزوآی انگلی ایجادکنندهٔ بیماری تریپانوزومیاز از گروه تریپانوزوم‌ها هستند.
تریپانوزوم‌ها (مته‌تنان) موجودات ریز بیماری‌زایی هستند که حرکتشان پیچنده مانند مته است.

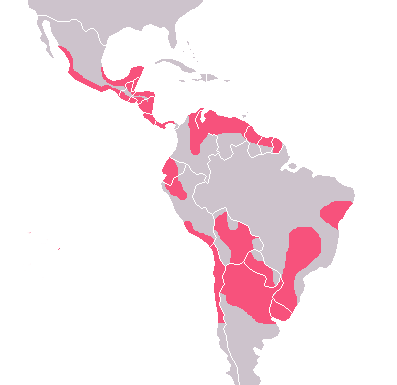
مناطق بومی بیماری شاگاس (به رنگ قرمز)

بیش از ۶۶ میلیون انسان در ۳۶ کشور آفریقای سیاه از نوعی تریپانوزومیاز به نام بیماری خواب رنج می‌برند. نوع دیگری از این بیماری به نام بیماری شاگاس سالانه باعث مرگ ۲۱ هزار انسان در آمریکای جنوبی می‌شود.
یکی از انواع حیوانی تریپانوزومیاز سورا نام دارد.